# 姆雷尼斯卡 (利維夫州)
49°18′48″N 24°13′53″E / 49.31333°N 24.23139°E

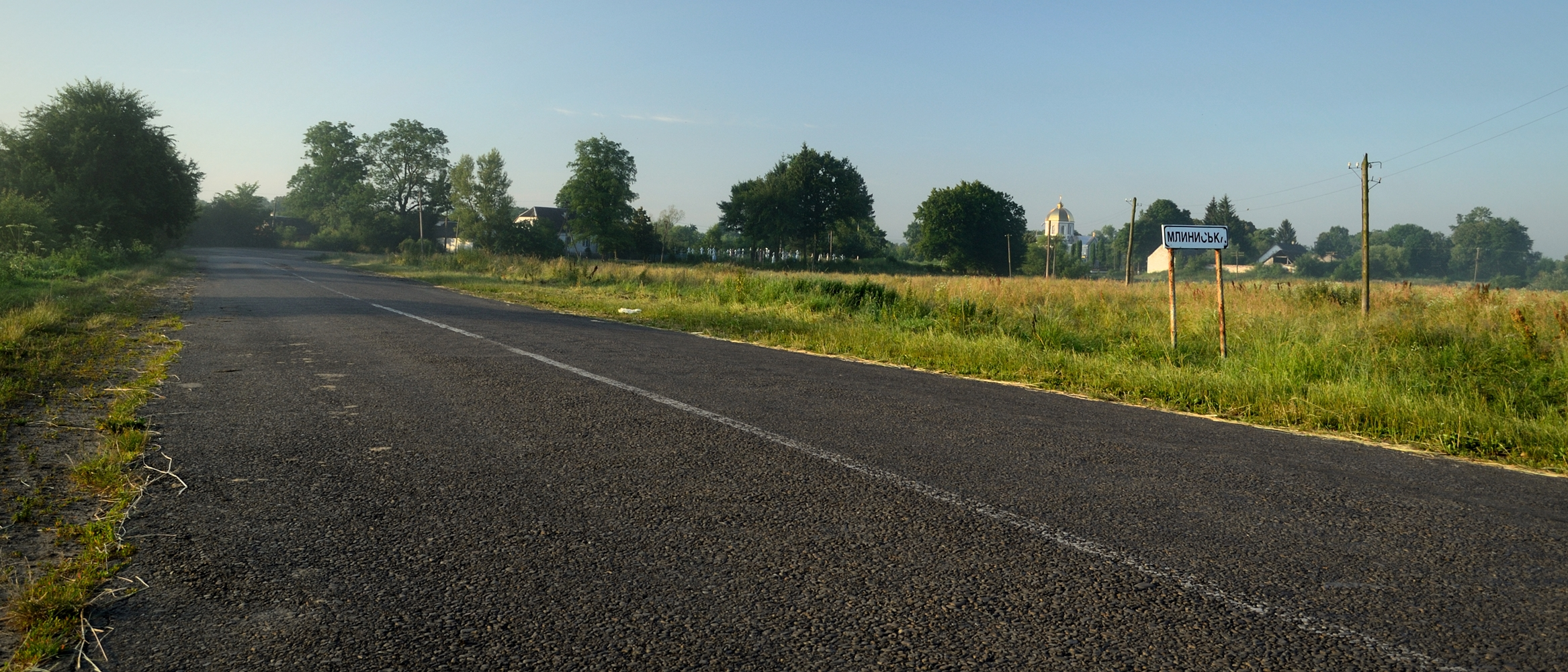

姆雷尼斯卡（羅馬化：Mlynyska）是烏克蘭西部利維夫州斯特雷區日達奇夫市鎮的村莊。該村面積2.12平方公里，海拔高度240米，2001年人口766，人口密度每平方公里361.32人。